# Aburina
Aburina — рід совкових з підродини совок-п'ядунів.

## Систематика
У складі роду:
- Aburina caerulescens Hampson 1926
- Aburina chrysea Gaede 1940
- Aburina dufayi Viette 1979
- Aburina electa Karsch 1896
- Aburina endoxantha Hampson 1926
- Aburina exangulata Gaede 1940